# Дальний Врх
Дальний Врх (словен. Daljni Vrh) — поселення в общині Ново Место, регіон Південно-Східна Словенія, Словенія. Висота над рівнем моря: 285 м.